# Aferrapedres
L'aferrapedres, l'aferra-roques, la guineu o el pau (Callionymus maculatus) és una espècie de peix de la família dels cal·lionímids i de l'ordre dels perciformes.

## Descripció
La llargada màxima dels mascles és de 12 cm, la de les femelles de 6 a 8 cm. La part anterior del cos és aplanada, la posterior subcilíndrica i presenta un fons groguenc (més fosc a la part dorsal) amb nombroses taquetes (unes són brunenques i altres són argentades). En tots dos sexes, les aletes dorsals porten taques rodones o ovalades de color negrós, disposades en sèries més o menys regulars. El cap és molt ample, de forma triangular vist de damunt, amb els ulls situats a la part superior i separats per un espai interorbitari reduïdissim. Les obertures branquials són petites i estan situades a la part alta del cap. L'esperó del preopercle és semblant al de Callionymus lyra: té tres espines dirigides cap amunt i una espina horitzontal dirigida cap endavant. La línia lateral no és gaire visible. Presenta un dimorfisme sexual molt accentuat. Els mascles són més grossos que les femelles i tenen les aletes dorsals molt més altes (la primera té 4 radis espinosos febles -el primer prolongat en un filament molt llarg-, mentre que la segona té 9-10 radis tous no segmentats). L'aleta anal té 8-9 radis simples.

## Reproducció
Els ous i les larves són pelàgics.

## Alimentació i depredadors
Es nodreix de petits invertebrats bentònics (principalment, cucs, caragols marins i crustacis) i el seu nivell tròfic és de 3,18. És depredat pel lluç europeu (Merluccius merluccius), la lluerna verda (Eutrigla gurnardus), el congre dolç (Gnathophis mystax), a la península Ibèrica per Ophichthus rufus, la lluerna roja (Aspitrigla cuculus), la rata (Uranoscopus scaber) i el gall de Sant Pere (Zeus faber), i a Itàlia pel capellà (Trisopterus minutus).

## Hàbitat i distribució geogràfica
És un peix marí, demersal (entre 45 i 650 m de fondària) i de clima temperat, el qual viu als fons tous (entre 90 i 300 m de fondària), on sovint s'hi enterra a l'aguait de possibles preses. Es troba a l'Atlàntic oriental des del sud i l'oest d'Islàndia i de Noruega fins al Senegal, incloent-hi la mar de Noruega, Suècia, la mar del Nord, Dinamarca, Alemanya, els Països Baixos, Bèlgica, Irlanda, l'illa de Man, la Gran Bretanya, França, la mar Cantàbrica, l'Estat espanyol, Portugal, el riu Tajo, el Marroc i el corrent de les Canàries. També a la mar Mediterrània, incloent-hi les illes Balears, Gibraltar, Algèria, Tunísia, Còrsega, Sardenya, Sicília, la Itàlia continental, l'illa de Malta, Líbia, la Grècia continental, Creta, la mar Adriàtica, Eslovènia, Croàcia, Bòsnia i Hercegovina, Albània, la mar Egea, la mar de Màrmara, Turquia, el Líban, Israel i Egipte, però no la mar Negra.

## Observacions
És inofensiu per als humans i el seu índex de vulnerabilitat és baix (23 de 100).